# Wakehurst Place

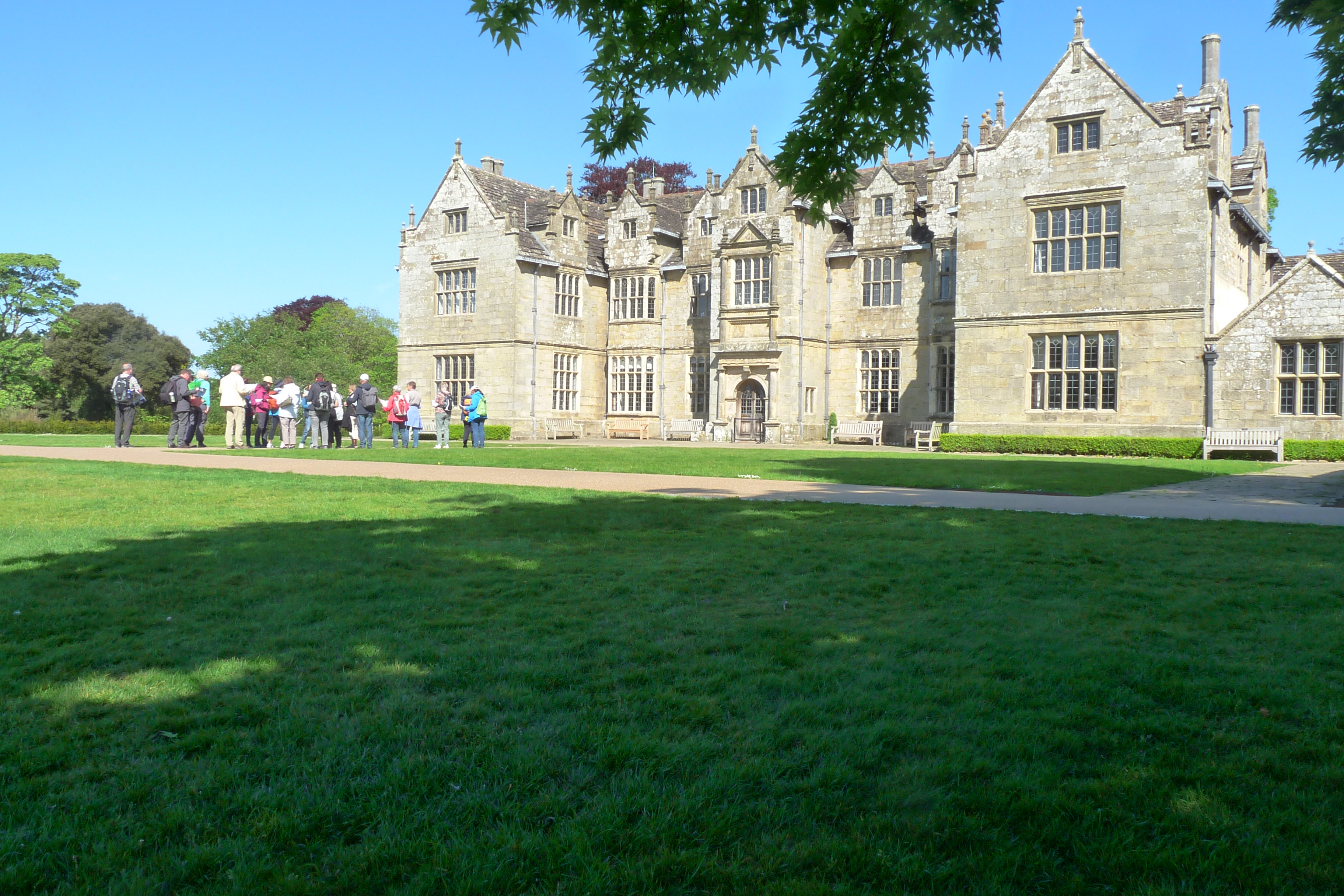
Wakehurst Castle

Wakehurst, früher bekannt als Wakehurst Place, ist ein Herrenhaus und botanischer Garten in West Sussex, England, der dem National Trust gehört, aber von den Royal Botanic Gardens, Kew, genutzt und verwaltet wird. Es liegt in der Nähe von Ardingly, West Sussex und besteht aus dem Herrenhaus aus dem späten 16. Jahrhundert, einem größtenteils aus dem 20. Jahrhundert stammenden Garten und, in einem modernen Gebäude, der Kew’s Millennium Seed Bank (Genbank). Besucher können die Gärten und das Herrenhaus besichtigen. Der Garten umfasst heute etwa 200 ha und umfasst ummauerte Gärten und Wassergärten sowie Wald- und Feuchtgebietsschutzgebiete.
RBG Kew hat das Land seit 1965 vom National Trust gepachtet und in dieser Zeit wurde viel verändert. Das Millennium Seed Bank-Projekt, die Schaffung der Naturschutzgebiete Loder Valley und Francis Rose, sowie ein neues Besucherzentrum mit Café und Restaurant.
Wakehurst Place ist auf der nationalen Kulturerbeliste (Heritage List) für England als Grad I aufgeführt. Seine Gärten und mehrere historische Gebäude sind in diesem Register als Grad II aufgeführt.
2024 betrug die Besucherzahl etwa 425.000 Personen.

## Geschichte
Das Herrenhaus wurde 1590 von Sir Edward Culpeper erbaut. Es bildete ursprünglich einen vollständigen Innenhof, bevor es mehrmals umgebaut wurde, und hat derzeit einen E-förmigen Grundriss. Wakehurst wurde 1694 von Dennis Lyddell gekauft, einem Rechnungsprüfer der Royal Navy und kurzzeitig Abgeordneter für Harwich. Sein Sohn Richard Liddell, Chefsekretär für Irland und Abgeordneter für Bossiney, war aus gezwungen, das Anwesen an seinen jüngeren Bruder Charles zu übergeben.

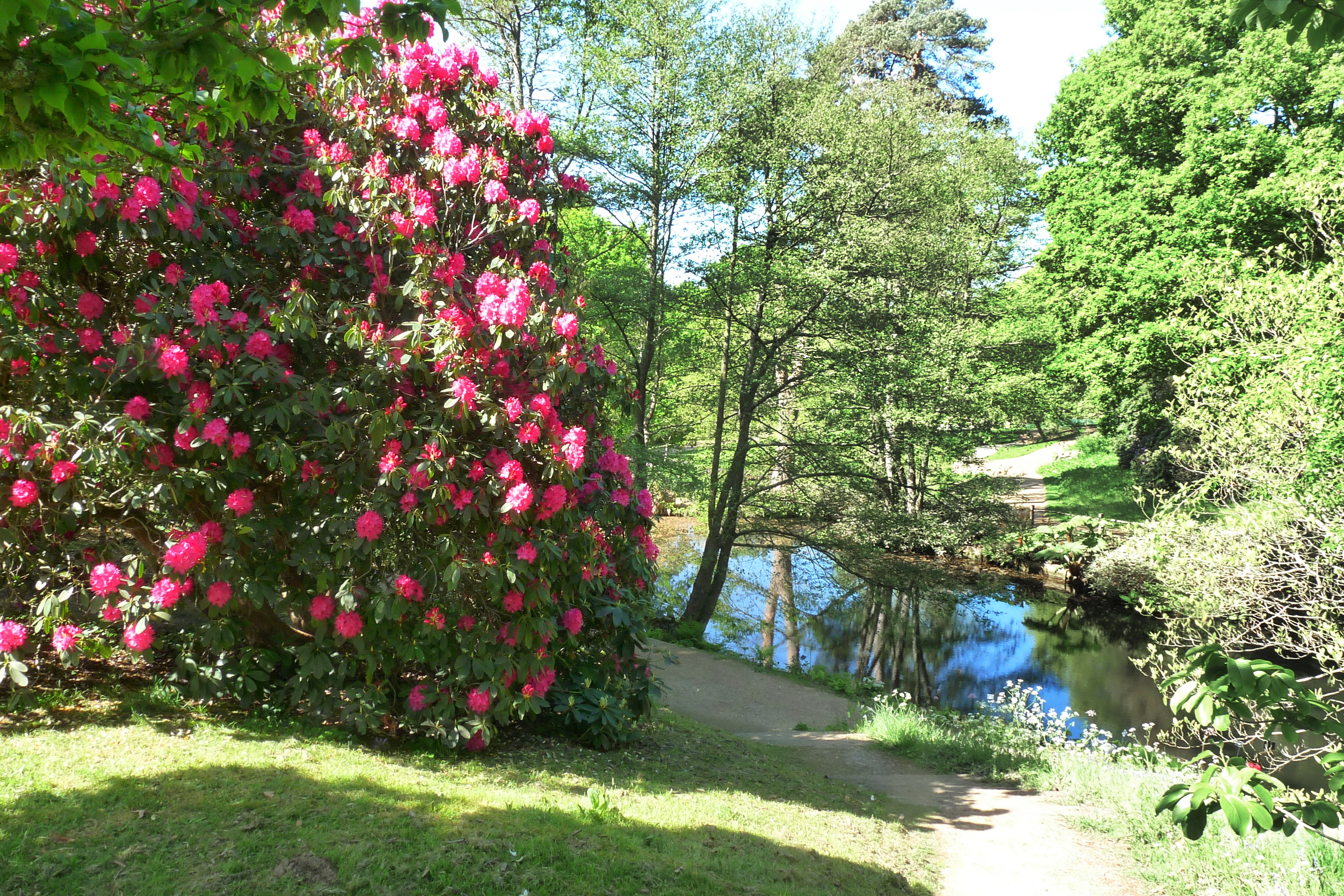
Blick in einen Teil des großzügig angelegten Parks.

Die Gärten wurden größtenteils von Gerald Loder (später Lord Wakehurst) angelegt, der das Anwesen 1903 kaufte und 33 Jahre damit verbrachte, die Gärten zu entwickeln. Sein Nachfolger wurde Sir Henry Price, unter dessen Obhut die Loder-Anpflanzungen entstanden. Sir Henry überließ Wakehurst 1963 dem Staat und die Royal Botanic Gardens nahmen 1965 einen Pachtvertrag vom National Trust auf.
Im Jahr 2022 wurde das Herrenhaus wegen einer umfassenden Renovierung geschlossen, die voraussichtlich mindestens zwei Jahre dauern wird.

## Nationale Sammlungen
Im botanischen Garten von Wakehurst liegt der Schwerpunkt in der Sammlung und wissenschaftlichen Bearbeitung der weltweiten Wildflora, vor allem bei Gehölzen. Hier befinden sich auch die Nationalsammlungen von Betula (Birken), Hypericum, Nothofagus (Buchenart auf der südlichen Hemisphäre) und Skimmia.
In der Nähe, ebenfalls vom Botanischen Garten Kew betreut, befindet sich das Loder Valley Nature Reserve mit Wald-, Wiesen- und Feuchtgebietslebensräumen, sowie das Francis Rose Reserve, welches der Erhaltung von Kryptogamen (Moose, Flechten und Farne) gewidmet ist.
Der Große Sturm von 1987 dezimierte die umfangreichen Gehölzpflanzungen im Loder Valley und stürzte über 20.000 Bäume. Seitdem hat Kew die Gärten neu gestaltet, um einen Spaziergang durch die gemäßigten Wälder der Welt zu schaffen.

## Millennium Samen Bank

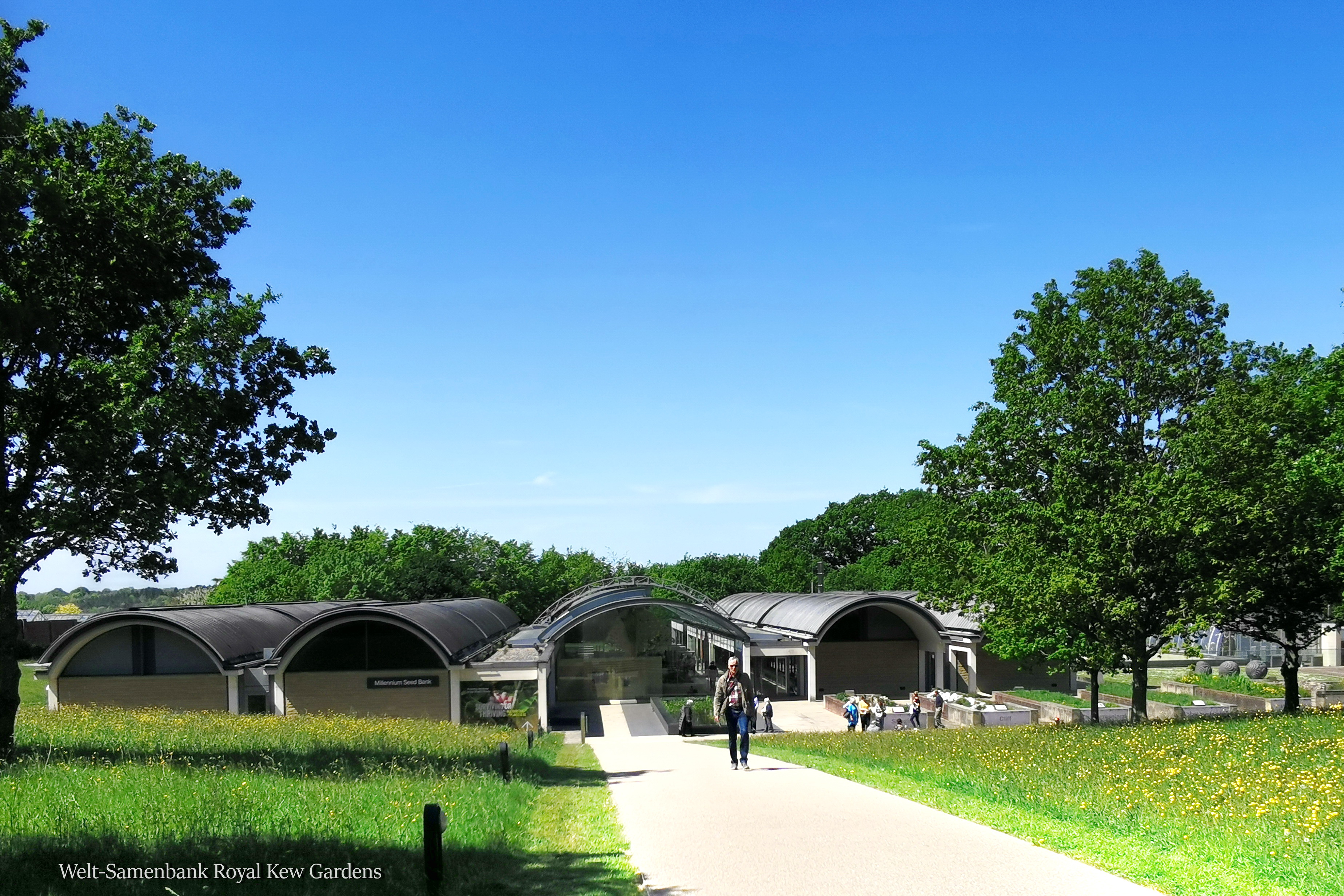
Unterirdische Gebäude der Millennium Samenbank.

Das „Welcome Trust Millennium Building“, das eine internationale Samenbank namens Millennium Seed Bank beherbergt (betrieben von Kew Garden), wurde im Jahr 2000 eröffnet. Ziel der Millennium Seed Bank ist es, Saatgut aus ganz Großbritannien zu sammeln. Des Weiteren auch Samen von 25 % der Weltflora zusammenzutragen und langfristig zu erhalten, mit dem Ziel, dadurch Arten vor dem Aussterben in freier Wildbahn zu bewahren. Das Gebäude ist weitgehend unterirdisch erbaut und enthält Kühllagerräume für eine langfristige Saatgutlagerung. Die Millennium Seed Bank kann auch von Besuchern besichtigt werden.

## Weihnachtsbaum
Wakehurst ist die Heimat des größten wachsenden Weihnachtsbaums Englands, eines Riesenmammutbaums. Der Baum ist 35 m hoch und wird vom Advent bis Weihnachten mit rund 1800 Lichtern beleuchtet. Die Glühbirnen am Baum wurden 2006 auf Energiesparlampen umgestellt, sodass der Baum nicht mehr so hell ist wie zuvor, aber weniger Energie verbraucht.